# Apogon poecilopterus
 Apogon poecilopterus és una espècie de peix de la família dels apogònids i de l'ordre dels perciformes.

## Morfologia
Els mascles poden assolir els 14 cm de longitud total.

## Distribució geogràfica
Es troba des del Japó fins al Mar d'Arafura, el nord d'Austràlia i l'Índia.